# Cronartiaceae
De Cronartiaceae zijn een familie van roestschimmels in de orde Pucciniales. Het typegeslacht is Cronartium. De familie bevat drie geslachten. Ze maken gebruik van twee waardplanten, typisch een den een bloeiende plant en maken tijdens hun levenscyclus vijf type sporen aan. Veel van de soorten zijn plantenziekten met groot economisch belang, die aanzienlijke schade en (in sommige gevallen) zware sterfte bij coniferen veroorzaken.

## Geslachten
De familie bestaat uit de volgende geslachten:
- Cronartium
- Endocronartium
- Peridermium